# Nohant-en-Goût
Nohant-en-Goût é uma comuna francesa na região administrativa do Centro, no departamento Cher. Estende-se por uma área de 24,8 km². Em 2010 a comuna tinha 598 habitantes (densidade: 24,1 hab./km²).